# Ши Хун
Ши Хун (кит. 石弘, пиньинь Shí Hóng, 313—334), взрослое имя Дая (大雅) — император государства Поздняя Чжао.

## Биография
Второй сын Ши Лэ, матерью была наложница Чэн, после смерти старшего брата Ши Син стал официальным наследником отца. В 330 году Ши Лэ провозгласил себя сначала Небесным князем Чжао, а затем — императором Чжао, а Ши Хун стал официальным наследником престола. Это не понравилось всесильному генералу Ши Ху, который стал готовить захват власти.
Осенью 333 года Ши Лэ скончался, и Ши Хун тут же убил своих противников в правительстве. Ши Хун предложил Ши Ху самому занять трон, но тот отказался, и вынудил Ши Хуна стать императором, а ему самому дать титул «Вэйского князя» и сделать главой правительства. После того, как было раскрыто несколько заговоров против Ши Ху, Ши Хун лично явился к нему и предложил ему трон и императорскую печать, но Ши Ху отказался, дав понять, что если он захочет сесть на трон — то сделает это сам, а не по просьбе Ши Хуна.
Вскоре после этого Ши Ху объявил Ши Хуна в нарушении траура, и сместил его с трона, дав титул «Хайянского князя» (海阳王), а на трон сел сам. Затем Ши Хун, его мать и братья (то есть все потомки Ши Лэ) были казнены по приказу Ши Ху.